# Karel Faber
Karel Fáber (9. března 1810 Hodonice (čp. 19) – 14. května 1890 Bechyně) byl rakouský a český politik, v 2. polovině 19. století poslanec Českého zemského sněmu a Říšské rady, purkmistr Bechyně.

## Biografie
Okolo roku 1830 vlastnil Dolní lázně v Bechyni. Později tento objekt zaměnil za domy na náměstí, které nakonec věnoval městu a sídlí v nich nyní městské muzeum. Profesí byl obchodníkem s dřívím. Působil jako starosta Bechyně a okresní starosta. Starostou města Bechyně byl v období let 1850–1860 a 1876–1890. V 60. letech 19. století se zapojil do zemské politiky a krátce i do celostátní politiky. Již v roce 1861 se stal poslancem Českého zemského sněmu, který jej v květnu 1864 delegoval do Říšské rady (celostátní zákonodárný sbor, tehdy ještě nevolený přímo, ale tvořený delegáty jednotlivých zemských sněmů). Zde měl zastupovat kurii venkovských obcí, obvod Kutná Hora. Říšská rada jeho zvolení oznámila v listopadu 1864. Následně ale s dalšími českými nově delegovanými poslanci oznámil ještě v listopadu 1864, že mandát nepřevezme, na protest proti ústavnímu směřování státu.
Dlouhodobě byl nicméně poslancem Českého zemského sněmu. V zemských volbách v lednu 1867 sem byl zvolen za kurii venkovských obcí (obvod Milevsko – Sedlec – Bechyně). Mandát obhájil i v krátce poté konaných zemských volbách v březnu 1867.
V srpnu 1868 patřil mezi 81 signatářů státoprávní deklarace českých poslanců, v níž česká politická reprezentace odmítla centralistické směřování státu a hájila české státní právo. V rámci tehdejší politiky české pasivní rezistence pak přestal fakticky vykonávat poslanecký mandát a byl ho pro absenci zbaven v září 1868. Následně byl opět v září 1869 zvolen v doplňovacích volbách. Opětovně uspěl ve svém obvodu i ve volbách roku 1870 a volbách roku 1872. Česká pasivní rezistence byla mezitím obnovena. Fáber tak nepřevzal mandát, byl jej zbavován a manifestačně znovu volen. Takto byl opětovně zvolen v doplňovacích volbách roku 1873, doplňovacích volbách roku 1874, volbách roku 1875, 1876 a 1877. Do sněmu se aktivně vrátil v řádných zemských volbách v roce 1878, kdy znovu uspěl za kurii venkovských obcí v obvodu Milevsko – Sedlec – Bechyně. Mandát obhájil ve volbách v roce 1883 a volbách v roce 1889.
Bechyňský dobový kronikář Josef Šatra ho popisuje jako poslance, který na zemském sněmu nebyl příliš aktivní (na sněmu nemluvíval a zavedl si poslancování finančně). Patřil k staročeské straně (Národní strana).
Zemřel v květnu 1890, ve věku 80 let.